# Port lotniczy Gran Canaria
Port lotniczy Gran Canaria (Aeropuerto de Gran Canaria) – międzynarodowy port lotniczy położony na wyspie Gran Canaria, 18 km na południe od Las Palmas de Gran Canaria. Jeden z największych portów lotniczych Hiszpanii. W 2008 obsłużył ponad 10,2 mln pasażerów.

## Linie lotnicze i połączenia
| Linia Lotnicza               | Kierunek |
| ---------------------------- | --- |
| Aegean Airlines              | 1. Ateny (od 13 lutego 2025) |
| Aer Lingus                   | 1. Dublin |
| Air Baltic                   | Sezonowo: 1. Aalborg 2. Bergen 3. Billund 4. Kopenhaga 5. Oslo-Gardermoen 6. Ryga 7. Oslo-Torp 8. Tampere 9. Tallinn 10. Wilno |
| Air Europa                   | 1. Madryt |
| Air France                   | Sezonowo: 1. Paryż-Charles de Gaulle |
| Atlantic Airways             | Sezonowo: 1. / Vágar |
| Austrian Airlines            | 1. Wiedeń |
| Azores Airlines              | 1. Madera 2. Ponta Delgada |
| Binter Canarias              | 1. La Coruña 2. Agadir 3. Asturia 4. Bandżul 5. Casablanca 6. Dakar 7. / Ad-Dachla 8. El Hierro 9. Fuerteventura 10. Grenada 11. Madera 12. Kulmim 13. / Al-Ujun 14. Lanzarote 15. La Palma 16. Murcja 17. Nawakszut 18. Palma de Mallorca 19. Pampeluna 20. Sal 21. San Sebastián 22. Santander 23. Teneryfa-Północ 24. Teneryfa-Południe 25. Vigo 26. Vitoria 27. Saragossa Sezonowo: 1. Essaouira 2. Fez 3. Florencja 4. Ibiza 5. Jerez 6. Lille 7. Menorka 8. Ponta Delgada 9. Reus 10. Tanger 11. Tuluza 12. Valladolid 13. Wenecja                      |
| British Airways              | 1. Londyn-Gatwick |
| Brussels Airlines            | 1. Bruksela |
| Canaryfly                    | 1. Fuerteventura 2. Lanzarote 3. La Palma 4. Teneryfa-Północ |
| Chair Airlines               | Sezonowo: 1. Zurych |
| Condor                       | 1. Düsseldorf 2. Frankfurt 3. Hamburg 4. Lipsk 5. Monachium 6. Stuttgart |
| Corendon Airlines            | 1. Kolonia/Bonn 2. Düsseldorf 3. Hanower 4. Norymberga |
| Corendon Dutch Airlines      | 1. Amsterdam Sezonowo: 1. Maastricht Aachen |
| Danish Air Transport         | Sezonowe czartery: 1. Aalborg 2. Aarhus 3. Billund 4. Kopenhaga |
| EasyJet                      | 1. / Bazylea 2. Berlin 3. Bristol 4. Londyn-Gatwick 5. Londyn-Luton 6. Manchester Sezonowo: 1. Amsterdam 2. Belfast-International 3. Genewa 4. Glasgow |
| Edelweiss Air                | 1. Zurych |
| Enter Air                    | Sezonowe czartery: 1. Katowice 2. Warszawa-Okęcie |
| Eurowings                    | 1. Kolonia/Bonn 2. Düsseldorf 3. Hamburg Sezonowo: 1. Berlin 2. Hanower 3. Graz 4. Norymberga 5. Salzburg 6. Stuttgart |
| Eurowings Discover           | 1. Frankfurt 2. Monachium |
| Finnair                      | 1. Helsinki |
| Freebird Airlines Europe     | Sezonowe czartery: 1. Paderborn/Lippstadt |
| Iberia                       | 1. Madryt Sezonowo: 1. Alicante 2. Badajoz 3. León 4. Melilla 5. Santiago de Compostela 6. Walencja 7. Valladolid 8. Vigo 9. Saragossa |
| Iberia Express               | 1. Madryt |
| Icelandair                   | Sezonowo: 1. Reykjavík-Keflavík |
| Jet2.com                     | 1. Belfast-International 2. Birmingham 3. Bristol 4. East Midlands 5. Edynburg 6. Glasgow 7. Leeds/Bradford 8. Liverpool 9. Londyn-Stansted 10. Manchester 11. Newcastle |
| Lufthansa                    | Sezonowo: 1. Monachium |
| Luxair                       | 1. Luksemburg |
| Marabu                       | 1. Monachium Sezonowo: 1. Hamburg |
| Mauritania Airlines          | 1. Nawakszut 2. Nawazibu |
| Neos                         | 1. Mediolan-Malpensa 2. Werona |
| Norwegian Air Shuttle        | 1. Kopenhaga 2. Oslo-Gardermoen Sezonowo: 1. Ålesund 2. Bergen 3. Sztokholm-Arlanda |
| Play                         | Sezonowo: 1. Reykjavík-Keflavík |
| Royal Air Maroc              | 1. / Al-Ujun |
| Royal Air Maroc Express      | 1. Casablanca |
| Ryanair                      | 1. Mediolan-Bergamo 2. Berlin 3. Birmingham 4. Bristol 5. Bournemouth 6. Bruksela-Charleroi 7. Cork 8. Dublin 9. East Midlands 10. Edynburg 11. Londyn-Luton 12. Londyn-Stansted 13. Madryt 14. Malaga 15. Manchester 16. Marrakesz 17. Mediolan-Malpensa 18. Newcastle 19. Palma de Mallorca 20. Rzym-Fiumicino 21. Santiago de Compostela 22. Sewilla 23. Walencja Sezonowo: 1. Barcelona 2. Bolonia 3. Budapeszt 4. Kolonia/Bonn 5. Glasgow-Prestwick 6. Karlsruhe/Baden-Baden 7. Kraków 8. Memmingen 9. Piza 10. Porto 11. Shannon 12. Treviso 13. Wiedeń |
| Scandinavian Airlines System | 1. Oslo-Gardermoen Sezonowo: 1. Kopenhaga 2. Sztokholm-Arlanda Sezonowe czartery: 1. Bergen 2. Billund 3. Göteborg 4. Haugesund 5. Kalmar 6. Kristiansand 7. Molde 8. Stavanger 9. Trondheim |
| Smartwings                   | 1. Praga Sezonowe czartery: 1. Lubeka |
| Sunclass Airlines            | Czartery: 1. Kopenhaga 2. Oslo-Gardermoen 3. Sztokholm-Arlanda Sezonowe czartery: 1. Aalborg 2. Bergen 3. Billund 4. Bodø 5. Göteborg 6. Harstad/Narwik 7. Helsinki 8. Jönköping 9. Karlstad 10. Kuopio 11. Luleå 12. Malmö 13. Örebro 14. Stavanger 15. Oslo-Torp 16. Tromsø 17. Trondheim 18. Turku 19. Umeå 20. Vaasa |
| Sundair                      | Sezonowo: 1. Berlin 2. Brema 3. Drezno 4. Kassel |
| TAP Portugal                 | 1. Lizbona |
| Transavia.com                | 1. Amsterdam 2. Eindhoven 3. Lyon 4. Paryż-Orly 5. Rotterdam |
| TUI Airways                  | 1. Birmingham 2. Bristol 3. Cardiff 4. Dublin 5. East Midlands 6. Glasgow 7. Londyn-Gatwick 8. Londyn-Stansted 9. Manchester 10. Newcastle Sezonowo: 1. Bournemouth 2. Exeter |
| TUI fly Belgium              | 1. Bruksela 2. Liège 3. Ostenda Sezonowo: 1. Antwerpia |
| TUI fly Deutschland          | 1. Düsseldorf 2. Frankfurt 3. Hanower 4. Monachium 5. Stuttgart |
| TUI fly Netherlands          | 1. Amsterdam 2. Eindhoven 3. Groningen |
| TUI fly Nordic               | Czartery: 1. Göteborg 2. Sztokholm-Arlanda Sezonowe czartery: 1. Luleå 2. Malmö 3. Norrköping 4. Örebro 5. Umeå 6. Växjö |
| Volotea                      | 1. Asturia 2. Lyon 3. Nantes Sezonowo: 1. Bilbao 2. Lille 3. Marsylia 4. Strasburg 5. Tuluza |
| Vueling Airlines             | 1. Alicante 2. Asturia 3. Barcelona 4. Bilbao 5. Billund 6. Kopenhaga 7. Grenada 8. Malaga 9. Paryż-Charles de Gaulle 10. Santiago de Compostela 11. Sewilla 12. Walencja 13. Saragossa Sezonowo: 1. Amsterdam 2. Londyn-Gatwick 3. Rzym-Fiumicino |